# SoCal Derby
Le SoCal Derby (abréviation de South California Derby, en français Derby de Californie du Sud) désigne la rivalité sportive entre l'Angel City FC et le San Diego Wave FC, deux franchises californiennes de soccer féminin.

## Histoire
Les deux franchises, toutes les deux situées en Californie du Sud, font leurs débuts en NWSL la même saison, en 2022. Dès leur création, elles se retrouvent en compétition pour attirer les meilleures joueuses de la région. Angel City a cependant des moyens financiers et un public plus larges que San Diego. Cette domination ne se traduit cependant pas sur les terrains : en 2022, c'est le Wave qui accède aux play-offs, devenant la première franchise d'expansion à réaliser cette performance, tandis qu'Angel City échoue de peu à se qualifier.
Le 19 mars 2022, le premier match entre les deux rivaux est également le premier match de l'histoire pour les deux franchises. C'est en Challenge Cup au Titan Stadium que les deux équipes s'affrontent. Savannah McCaskill inscrit le premier but pour Angel City, avant que Kaleigh Riehl n'égalise pour San Diego.
Au bout de trois saisons, la rivalité entre les deux équipes n'atteint pas encore le niveau de celle entre Portland et Seattle. Une troisième franchise californienne, le Bay FC de San José, arrivée en NWSL en 2024, vient ouvrir une nouvelle rivalité entre le Nord et le Sud de la Californie.

## Historique des confrontations
| Liste des rencontres officielles entre Angel City et le San Diego Wave. | Liste des rencontres officielles entre Angel City et le San Diego Wave. | Liste des rencontres officielles entre Angel City et le San Diego Wave. | Liste des rencontres officielles entre Angel City et le San Diego Wave. | Liste des rencontres officielles entre Angel City et le San Diego Wave. | Liste des rencontres officielles entre Angel City et le San Diego Wave. | Liste des rencontres officielles entre Angel City et le San Diego Wave. | Liste des rencontres officielles entre Angel City et le San Diego Wave. |
|                                                                         | Date                                                                    | Lieu                                                                    | Compétition                                                             | Résultat                                                                | Buteuses/Angel City                                                     | Buteuses/Wave                                                           | Affluence                                                               |
| ----------------------------------------------------------------------- | ----------------------------------------------------------------------- | ----------------------------------------------------------------------- | ----------------------------------------------------------------------- | ----------------------------------------------------------------------- | ----------------------------------------------------------------------- | ----------------------------------------------------------------------- | ----------------------------------------------------------------------- |
| 1.                                                                      | 19/03/2022                                                              | Titan Stadium, Fullerton                                                | NWSL Challenge Cup - Phase de groupe                                    | ACFC 1 - 1 SDW                                                          | Savannah McCaskill 49e                                                  | Kaleigh Riehl 81e                                                       | 6 307                                                                   |
| 2.                                                                      | 02/04/2022                                                              | Torero Stadium, San Diego                                               | NWSL Challenge Cup - Phase de groupe                                    | SDW 4 - 2 ACFC                                                          | Tegan McGrady 38e (csc) · Christen Press 59e                            | Jodie Taylor 19e · Alex Morgan 45+3e 72e · Amirah Ali 81e               | 5 158                                                                   |
| 3.                                                                      | 09/07/2022                                                              | Banc Of California Stadium, Los Angeles                                 | NWSL                                                                    | ACFC 2 - 1 SDW                                                          | Ali Riley 9e · Claire Emslie 81e                                        | Kristen McNabb 59e                                                      | 22 000                                                                  |
| 4.                                                                      | 17/09/2022                                                              | Snapdragon Stadium, San Diego                                           | NWSL                                                                    | SDW 1 - 0 ACFC                                                          | –                                                                       | Jaedyn Shaw 30e                                                         | 32 000                                                                  |
| 5.                                                                      | 23/04/2023                                                              | BMO Stadium, Los Angeles                                                | NWSL                                                                    | ACFC 0 - 2 SDW                                                          | –                                                                       | Sofia Jakobsson 70e · Makenzy Doniak 75e                                | 22 000                                                                  |
| 6.                                                                      | 17/06/2023                                                              | Snapdragon Stadium, San Diego                                           | NWSL                                                                    | SDW 1 - 2 ACFC                                                          | Kristen McNabb 57e                                                      | Paige Nielsen 69e · Mary Vignola 89e                                    | 25 515                                                                  |
| 7.                                                                      | 28/06/2023                                                              | BMO Stadium, Los Angeles                                                | NWSL Challenge Cup - Phase de groupe                                    | ACFC 2 - 1 SDW                                                          | Madison Hammond 2e · Clarisse Le Bihan 18e                              | Danielle Colaprico 63e                                                  | 13 468                                                                  |
| 8.                                                                      | 05/08/2023                                                              | Snapdragon Stadium, San Diego                                           | NWSL Challenge Cup - Phase de groupe                                    | SDW 1 - 1 ACFC                                                          | Scarlett Camberos 16e                                                   | Jaedyn Shaw 11e                                                         | 14 408                                                                  |
| 9.                                                                      | 23/05/2024                                                              | BMO Stadium, Los Angeles                                                | NWSL                                                                    | ACFC 0 - 0 SDW                                                          | –                                                                       | –                                                                       | 19 103                                                                  |
| 10.                                                                     | 24/08/2024                                                              | Snapdragon Stadium, San Diego                                           | NWSL                                                                    | SDW 1 - 2 ACFC                                                          | Alyssa Thompson 20e 29e                                                 | Abby Dahlkemper 90+7e                                                   | 20 500                                                                  |
| 11.                                                                     | 16/03/2025                                                              | BMO Stadium, Los Angeles                                                | NWSL                                                                    | ACFC 1 - 1 SDW                                                          | Alyssa Thompson 54e                                                     | Gia Corley 5e                                                           | 19 728                                                                  |

## Statistiques
Mise à jour le 16 avril 2025.
| Compétition              | Matches | Victoires/Angel City | Nuls | Victoires/Wave | Buts/Angel City | Buts/Wave |
| ------------------------ | ------- | -------------------- | ---- | -------------- | --------------- | --------- |
| Saison régulière de NWSL | 7       | 3                    | 2    | 2              | 7               | 7         |
| NWSL Challenge Cup       | 4       | 1                    | 2    | 1              | 6               | 7         |
| Total                    | 11      | 4                    | 4    | 3              | 13              | 14        |

|    | Joueuse         | Club           | Buts |
| -- | --------------- | -------------- | ---- |
| 1. | Alyssa Thompson | Angel City     | 3    |
| 2. | Alex Morgan     | San Diego Wave | 2    |
| 2. | Jaedyn Shaw     | San Diego Wave | 2    |
| 2. | Kristen McNabb  | San Diego Wave | 2    |

## Matches notables
- 9 juillet 2022 : Angel City 2 - 1 San Diego Wave : C'est le premier derby en NWSL, dans un Banc Of California Stadium à guichets fermés (22 000 spectateurs). La capitaine d'Angel City, Ali Riley, native de Los Angeles, ouvre le score dès la 8e minute, puis célèbre en embrassant l'écusson du club. San Diego égalise, et Angel City finit le match à dix après l'expulsion de Tyler Lussi à la 79e minute, mais reprend finalement l'avantage deux minutes plus tard avec un but de Claire Emslie, devant le virage des supporters angelinos[8].